# Бельгард Олександр Карлович
Олександр Карлович Бельгард (29 січня (10 лютого) 1854, Єфремовський повіт, Тульська губернія — 10 листопада 1921, Берлін, Німеччина) — російський державний діяч. Полтавський губернатор у 1896—1902 роках.

## Походження
Олександр Бельгард народився 10 лютого 1854 року. Його батько, Карл Бельгард, був російським генерал-лейтенантом та брав участь у Кримській війні.
Рід Бельгардів походив від давнього французького дворянського роду; один з його далеких предків нібито брав участь у Другому хрестовому поході. На російську службу вступив дід Олександра.

## Життєпис
1871 року закінчив навчання в Пажеському корпусі та вступив на службу корнетом у Кавалергардський полк. З 1872 року служив діловодом полкового суду, з 1873 — полкового ад'ютанта, з 1874 — полкового казначея, потім — полкового квартирмейстра.
Через заборону лікарів їздити верхи 1875 року Бельгард пішов у відставку та призначений на роботу в департаменті внутрішніх зносин Міністерства закордонних справ. Після складання дипломатичного іспиту служив у канцелярії міністерства. 1877 року переведений до Міністерства юстиції, а 1878 року обраний почесним мировим суддею Єфремовського повіту; того ж року відданий у розпорядження прокурора Московської судової палати. 1886 року обраний предводителем дворянства Єфремовського повіту і пробув на посаді до 1892 року.
Мав чини камергера Двору Його Величності (1890) та дійсного статського радника (1896).
28 квітня 1892 року призначений віцегубернатором Харківської губернії. 9 березня 1896 року призначений губернатором Полтавської губернії. На посаді пробув до 28 квітня 1902 року, коли його записали до штату Міністерства внутрішніх справ.
1916 року підвищений у чині до таємного радника та призначений сенатором.
Після жовтневого перевороту 1917 року емігрував за кордон. Помер 10 листопада 1921 року в Берліні.

## Нагороди
- Орден Святого Станіслава II ступеня (1887)
- Орден Святої Анни II ступеня (1893)
- Орден Святого Володимира III ступеня (1899)
- Орден Святого Станіслава I ступеня (1901)[4]

## Родина
1878 року одружився із Емілією Павлівною Зінов'євою — дочкою дійсного статського радника Павла Зінов'єва та княжни Марії Петрівни Трубецької. У шлюбі народилося двоє дітей:
- Марія (1878—1920), одружена з князем Дмитром Святополком-Мирським;
- Емілія (1882—1917)[6].